# Oáza (církev)
Církev Oáza je neocharismatické hnutí, podle některých badatelů náležející k Hnutí Víry. Byla registrována dna 11. listopadu 2014. Církev nepožívá zvláštních práv. 
Církev je soustředěna okolo charismatické osobnosti pastora Festa Chikezie Nsohy. Ten působil v první polovine 90. let v Lounech. Navazuje na svou dřívější misii Holy Ghost End Time Ministries International. Název evokuje milenilalistické rysy  této církve.
Své postavení apoštola Festus Nsoha odvozuje dle vlastního vyjádření od přímého Božího povolání k misii v České republice (a dříve v Československu). 

## Struktura církve
Řád Církve Oáza stanoví, že nástupcem apoštola Nsohy bude biskup, zvolený nejvyšším orgánem církve, Kolegiem starších. Členy Kolegia jmenuje apoštol (později to bude biskup) a toto Kolegium také může za určitých okolností apoštola či biskupa odvolat. Kolegium rozhoduje i o ustanovení a odvolání ostatních duchovních církve – starších, pastorů a diákonů, o založení a zrušení místních sborů i o vyloučení členů církve, a to na návrh pastora toho sboru, k němuž člen patří. Apoštol, respektive biskup, svolává podle potřeby Radu církve jako poradní orgán. Rada sestává z duchovních a dalších pracovníků církve pověřených konkrétními úkoly.

## Aktivity církve
Církev Oáza charakterizuje zájem o menšiny, především o ruskou, ukrajinskou a romskou menšinu, a obětavost jejích členů ve snaze o integraci společensky znevýhodněných návštěvníků bohoslužeb a jiných akcí. Církev Oáza nevstupuje do vztahů s jinými církvemi působícími v české společnosti, a to ani s těmi, které jí jsou teologicky i organizačně podobné. Tyto vztahy nahrazuje poměrně čilý styk se zahraničními kazateli a misionáři.

## Sbory
K roku 2014 byly sbory v Praze, Lounech, Teplicích a v Mostě a misijní skupiny ve Žďáru nad Sázavou a v Třebíči. Církev působila také v Kladně a ve Slaném a založila Dětské centrum v Obrnicích u Mostu; zatímco ve Slaném později došlo ke vzniku sboru, mostecký sbor zanikl.

## Členové
V roce 2021 se k církvi přihlásilo 206 osob v celkem šesti sborech.